# Cadalen
Cadalen – miejscowość i gmina we Francji, w regionie Oksytania, w departamencie Tarn.
Według danych na rok 1990 gminę zamieszkiwały 1112 osoby, a gęstość zaludnienia wynosiła 28 osób/km² (wśród 3020 gmin regionu Midi-Pireneje Cadalen plasuje się na 306. miejscu pod względem liczby ludności, natomiast pod względem powierzchni na miejscu 166.).